# Dourne
La Dourne est un ruisseau français qui coule en région Occitanie, dans le département de l'Ariège. C'est un affluent direct de l'Arize en rive droite et un sous-affluent de la Garonne.

## Géographie
Selon le Sandre, la Dourne prend sa source vers 400 mètres d'altitude, en Ariège, près du lieu-dit Mouriscou, sur la commune de Sabarat. 
Elle sert presque aussitôt de limite entre les communes des Bordes-sur-Arize et de Castéras. Son cours décrit ensuite un grand arc de cercle sur la commune de Carla-Bayle. Il contourne le village de Campagne-sur-Arize par le nord et prend la direction de l'ouest. Il rejoint l'Arize en rive droite sur la même commune de Campagne-sur-Arize, vers 250 mètres d'altitude, près du lieu-dit Courbaut d'en bas.
La longueur de la Dourne est de 12,1 kilomètres.

### Affluents
La Dourne compte sept affluents répertoriés par le Sandre, le plus long avec 3,4 kilomètres étant le ruisseau de Lamouroux en rive droite.

### Département et communes traversés
À l'intérieur du département de l'Ariège, la Dourne arrose cinq communes,. 
- Sabarat (source)
- Les Bordes-sur-Arize
- Castéras
- Carla-Bayle
- Campagne-sur-Arize (confluence)